# Зепион
Зепион (грч. Ζάππειον μέγαρο) је грађевина у центру Атине, Грчка. Углавном се користи за митинге и церемоније, службене, као и приватне.

## Историја
Године 1869, грчки парламент је издвојио 80.000 м2 јавног земљишта за изградњу објекта на ком ће се одржавати Олимпијске игре 1896, па је тако Зепион постао прва зграда која је подигнута посебно за одржавање Олимпијских игара у модерном добу.
 Древни Панатинаико је, такође, обновљен ради потреба Олимпијских играра. Након неколико одлагања, 20. јануара 1874, камен темељац Запиона је положен. Коначно, 20. октобра 1888, Запион је отворен. Кориштен је на Летњим олимпијским играма 1896. за потребе мачевања, а деценију касније, на Олимпијским међуиграма 1906., кориштен је као Олимпијско село.